# Hợp số

Hình minh họa cho thấy thuật toán đơn giản để tìm số nguyên tố và các bội số. Các số tô màu giống nhau là cùng một họ mà dẫn đầu (đậm hơn) sẽ là số nguyên tố

Hợp số là một số tự nhiên có thể biểu diễn thành tích của hai số tự nhiên khác nhỏ hơn nó. Một định nghĩa khác tương đương: hợp số là số chia hết cho các số khác ngoài 1 và chính nó.
Mọi số nguyên dương bất kỳ hoặc là 1, hoặc là số nguyên tố, hoặc là hợp số.
Định lý cơ bản của số học nói rằng mọi hợp số đều phân tích được dưới dạng tích các số nguyên tố và cách biểu diễn đó là duy nhất nếu không tính đến thứ tự của các thừa số..

## Thuộc tính
- Mọi số chẵn lớn hơn 2 đều là hợp số.
- Một  không phải là số nguyên tố.
- Hợp số nhỏ nhất là 4.
- {\displaystyle (n-1)!\,\,\,\equiv \,\,0{\pmod {n}}} đối với mọi hợp số n lớn hơn 4 (định lý Wilson).